# Angetenar
Angetenar (aus arabisch ﺣﻨﺎﻳﺖ, DMG ḥināyat, und ﻧﻬﺮ, DMG nahr, „Biegung des Flusses“) ist die Bezeichnung des Sterns τ2 Eridani (Tau2 Eridani). Angetenar gehört der Spektralklasse K0 III an und besitzt eine scheinbare Helligkeit von ca. +4,7 mag. Er befindet sich in einer Entfernung von ca. 187 Lichtjahren.